# Antonio Bertola
Antonio Bertola (Muzzano, 8 novembre 1647 – Muzzano, 13 settembre 1719) è stato un architetto e ingegnere italiano.

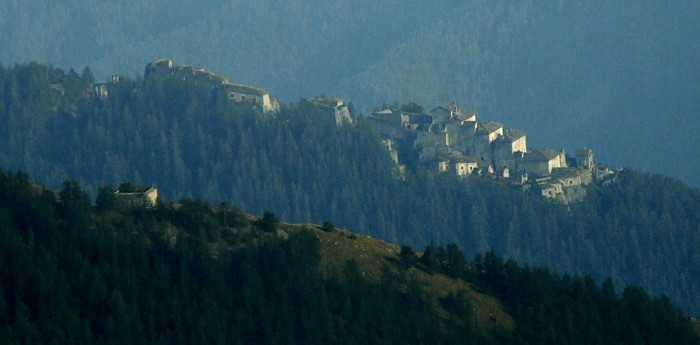
Il Forte di Fenestrelle

In qualità di architetto del SS. Sudario, lavorò nella Cappella della Sacra Sindone di Torino, dove realizzò l'altare centrale, che nel 1694 accolse la Sindone. 
Nel 1701 divenne ingegnere del principe di Carignano Vittorio Amedeo I. 
Durante l'assedio di Torino del 1706 fu nominato capo degli ingegneri per la difesa della città e, nel 1708, Primo Architetto civile e militare, qualifica mai attribuita in precedenza.
Tra le opere architettoniche realizzate da Bertola, di particolare interesse sono i lavori alla Cittadella di Torino (1702), la Chiesa di Santa Croce a Cuneo, gli ospedali di Savigliano (1703-1710) e di Fossano (1711), la prosecuzione dei lavori al Castello di Rivoli (1713-1714) e la direzione dei lavori di restauro del Duomo di Torino (1713-1715). A lui è dedicata una via centrale di Torino.